# Knema elegans
Knema elegans är en tvåhjärtbladig växtart som beskrevs av Otto Warburg. Knema elegans ingår i släktet Knema och familjen Myristicaceae. Inga underarter finns listade i Catalogue of Life.